# NGC 6874
NGC 6874 ist ein offener Sternhaufen vom Trumpler-Typ IV1m im Sternbild Schwan.
Entdeckt wurde das Objekt am 15. September 1792 von Wilhelm Herschel.